# Francesco Alberti di Poja

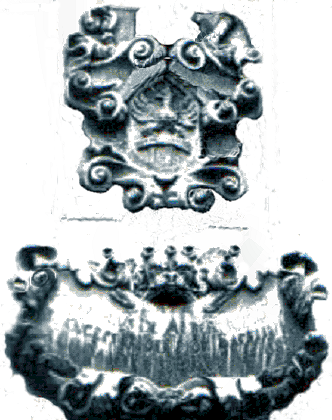
Wappen des Franz Alberti de Poja am Fürstbischöflichen Palais, nach 1677

Francesco Seraphico Alberti di Poja, auch Franz(iskus) Seraphicus Alberti von Poja (* 22. Mai 1610 in Trient; † 4. Februar 1689 ebenda) war ein Priester. Er war ab 1677 Fürstbischof von Trient.

## Biographie
Franziskus’ Eltern, Bonaventura von Alberti und Marina von Lutti, hatten ihren Palast im Pfarrbezirk von Santa Maria Maggiore zu Trient, wo er auch am 22. Mai 1610 getauft wurde. Als Heranwachsender bildete er sich auf den hohen Schulen Deutschlands und Italiens für seinen künftigen Beruf, von wo er als Doktor der Theologie heimkehrte.
Am 29. Mai 1638 empfing er die Priesterweihe. Als junger Priester bewährt, ernannte ihn Fürstbischof Karl Emanuel zum Generalvikar der Diözese. Er übte dieses Amt von 1644 bis 1654 aus. 1647 wurde er zudem zum Domkapitular, wenig später zum Dom-Scholastiker und 1670 zum Archidiakon ernannt. Zugleich war er fürstbischöflicher Hofrat und Präsident der Akademie. Öfters wurde er mit wichtigen Aufträgen nach Rom geschickt.

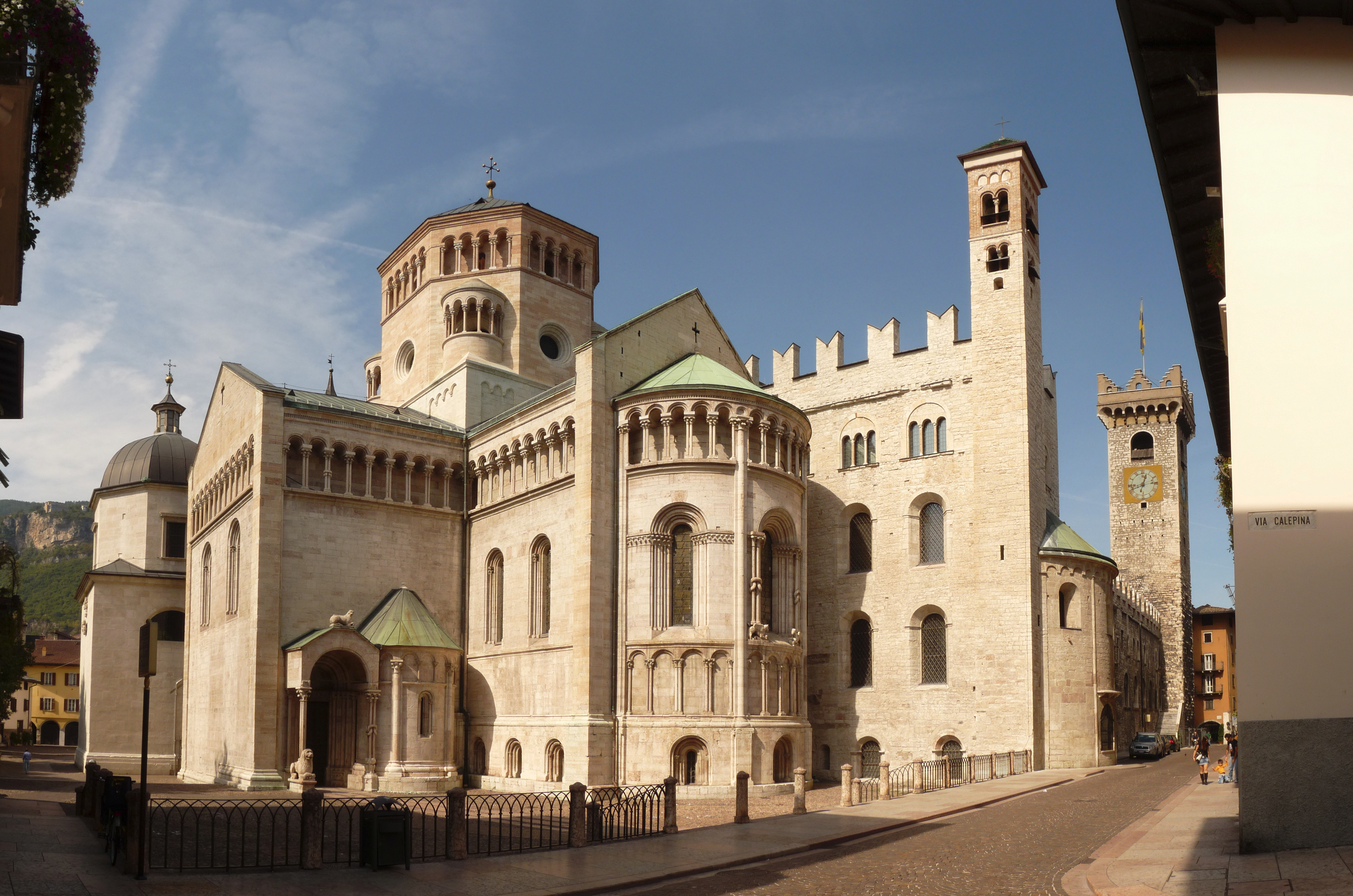
Dom St. Vigilius in Trient

Nachdem ihn seine Chorbrüder nach dem Tod Sigmund Alphons von Thuns am 3. April 1677 einstimmig zu seinem Nachfolger gewählt hatten, war der bereits 66-Jährige davon sehr überrascht und musste zur Annahme dieses Amtes überredet werden. Die spendete ihm am 13. November 1678 Sebastiano Pisani, Bischof von Verona; Mitkonsekratoren waren der Bischof von Feltre, Bartolomeo Gera (Giera), sowie Jesse Perghoffer, Titularbischof von Belline und Weihbischof in Brixen.
Im Jahre 1682 wurde unter Franz Seraphicus dem Dom St. Vigilius auf der Südseite eine Kapelle zugebaut. Ein großer Teil der Gemälde im Innern der Kirche stammt aus seiner Zeit. Während seiner Amtszeit baute er auch das Castello del buon Consiglio in Trient aus. Der Ausbau bestand aus der Verlängerung der Fassade des Renaissancebereichs um vier Fenster und wurde 1686 ausgeführt. Im Erdgeschoss sind die Räume nicht dekoriert, wohingegen die Zimmer der ersten und zweiten Etage reiche Holz- und Gipsdekorationen im Barockstil aufweisen. Unter dem Hauptgesims befindet sich sein Familienwappen.